# 陳剛 (羽毛球運動員)
陳剛（1976年6月27日—），出生於浙江杭州，中國男子羽球運動員。退役後曾在韓國、波蘭、丹麥、法國等地執教。

## 羽球生涯
8岁进入体校打羽毛球。1989年进入浙江省羽毛球队。1994年进入中國国家羽毛球队，在國際比賽中數次被國家隊教練要求讓球給隊友。1999年7月转到山东青岛双星队。2000年11月调离中國国家队。

## 執教生涯
陳剛在2007年前往韓國國家羽毛球隊擔任單打主教練李矛的助理。2008年11月，受邀執教波蘭國家羽毛球隊直到2009年9月。2011年3月，李矛前往印尼擔任教練而接任其單打主教練職務，2013年時因為妻子待產而返國。2018年7月，再度收到邀請，前往法國國家羽毛球隊擔任單打主教練。2020年3月，浙江省绍兴市羽毛球隊成立，陳剛受邀返國擔任該隊總教練。

## 所獲榮譽
- 1994年第二届世界青年羽毛球錦標賽男單冠軍[7]
- 1998年亞洲羽毛球錦標賽男单冠军